# 王允成 (萬曆進士)
王允成（？—1619年），號一中，河南开封府杞县人。

## 生平
易六房，戊子（1588年）四月十一日（官年）生。万历三十一年（1603年）癸卯科河南鄉試第八名舉人，四十七年（1619年）己未科會試三百十五名，三甲一百九名進士，户部观政，本年卒。

## 家族
曾祖王廷珉，廪生。祖父王復亨，庠生。父王云官。